# Айналлу
Айналлу́ (инанлу) — язык южной группы огузской ветви тюркских языков, на котором говорит племя айналлу. К южноогузским относятся также сонкорско-тюркские диалекты на западе Ирана (остан Керманшах) и афшарский язык на востоке Ирана (остан Керман, Хорасан), в Афганистане (вилаят Кабул), Сирии и Турции.
Согласно Лайошу Лигети, является периферийным диалектом азербайджанского языка.